# Il lavorante Emel'jàn e il tamburo vuoto
Il lavorante Emel'jàn e il tamburo vuoto (in russo Работник Емельян и пустой барабан?, 'Rabotnik Emel’ân i pustoj baraban') è un racconto di Lev Tolstoj scritto nel 1886, pubblicato in Svizzera nel 1891.

## Trama
Emel'jàn, un giovane e ingenuo mužik, evita di schiacciare una ranocchia: questa si trasforma in una bellissima fanciulla che chiede a Emel'jàn di sposarla. Qualche tempo dopo lo zar vede la moglie di Emel'jàn, se ne innamora e chiede ai suoi cortigiani che lo aiutino a far sua la giovane donna. I cortigiani suggeriscono allo zar di precettare il giovane mužik, fargli svolgere al palazzo delle corvée massacranti tali da uccidere il giovane e permettere allo zar di impossessarsi della vedova. Poiché Emel'jàn si mostra resistente alla fatica, i cortigiani suggeriscono allo zar di fargli svolgere, pena la vita, dei compiti complicati (costruire una cattedrale in un giorno, costruire un fiume navigabile attorno al palazzo dello zar, ecc.); ma Emel'jàn riesce a portarli a termine. Infine i cortigiani suggeriscono allo zar di ordinare a Emel'jàn di andare in un posto che non si sa e riportare una cosa che non si sa e, poiché qualunque cosa Emel'jàn avesse portato lo zar avrebbe detto che era sbagliata, gli si sarebbe tagliata la testa. La moglie di Emel'jàn consiglia al marito a chiedere aiuto a una vecchina moglie di un mužik e madre di un soldato. La vecchina dice a Emel'jàn di recarsi in una grande città e trovare qualcosa a cui si ubbidisce più che ai propri genitori e portarla allo zar; lo zar sicuramente avrebbe detto a Emel'jàn che aveva portato la cosa sbagliata e allora Emel'jàn avrebbe dovuto spaccare la cosa e gettarne i pezzi nel fiume. Emel'jàn si reca in una grande città e identifica l'oggetto a cui si obbedisce ciecamente: un tamburo: suonato da un tamburino militare costringe i soldati a seguirlo ciecamente. Emel'jàn porta il tamburo allo zar, e costui risponde, come prevedibile, che ha portato una cosa sbagliato. Come gli aveva suggerito la vecchina, Emel'jàn tenta di rompere il tamburo dando forti colpi con la bacchetta. Accorre allora l'esercito dello zar che si mette agli ordini di Emel'jàn. Dopo che Emel'jàn ebbe gettato i pezzi del tamburo nel fiume i soldati si disperdono, ignorando gli ordini dello zar. Da allora lo zar smise di dar fastidio a Emel'jàn e alla moglie.

## Storia
Il manoscritto del racconto porta la data del maggio 1886. Il racconto ebbe tuttavia problemi con la censura russa e fu pubblicato integralmente per la prima volta in lingua russa a Ginevra da M. Elpidine libraire-éditeur nel 1891. In Russia apparve nel 1882 nella raccolta pubblicata a scopo di beneficenza intitolata "Aiutare gli affamati" (in russo Помочь голодающим?, 'Pomoč’ golodaûŝim'). Questa edizione era differente dall'originale dell'anno precedente: si affermava che la fiaba era tradizionale delle regioni del Volga, e i termini che potevano essere riferiti alla corte imperiale o allo Stato erano stati sostituiti con altri giudicati più innocui (ad esempio, "zar" diventava "Voivoda", i cortigiani diventavano servi, ecc.). Questa versione rimase anche nella raccolta delle opere di Tolstoj Sočinenija grafa L.N.Tolstogo. Il racconto integrale poté essere pubblicato in Russia solo nel 1906 in una edizione della Posrednik, la casa editrice moscovita fondata nel 1884 per iniziativa di Čertkov, di Birjukov e dello stesso Tolstoj, ed è compreso nel decimo tomo della raccolta delle opere di Tolstoj in 22 volumi.

## Critica
Il testo definitivo è chiaramente antimilitarista. La versione russa del 1882 è apparsa in lingua italiana nel 1901 e veniva così presentata dal curatore Nino de Sanctis: «Quanto alle due leggende russe, quella intitolata L'operajo Emilio o il Tamburo è stata raccolta da Tolstoï fra i paesani delle rive del Volga; e dove, sotto l'aspetto allegorico del tamburo vuoto, l'autore ci mostra che la causa di ogni oppressione è nel rispetto incosciente per la forza o anche pel simbolo della forza, basterebbe rompere questo simbolo - la pelle del tamburo che copre il vuoto - per ridivenire liberi.»

## Edizioni
- (IT) Leone Tolstoï, L'operajo Emilio o il Tamburo, in Le imitazioni, traduzione di Nino de Sanctis, Milano, Soc. edit. Sonzogno, Collana Biblioteca universale, 1901,  pp. 37-44.
- (IT) Lev Tolstòj, Il lavorante Emel'jàn e il tamburo vuoto, in Igor Sibaldi (a cura di), Tutti i racconti, traduzione di Igor Sibaldi, II, Milano, Mondadori, Collana I Meridiani, 1991,  pp. 402-12, ISBN 88-04-35177-2.